# HMS E55
HMS E55 – brytyjski okręt podwodny typu E. Zbudowany w latach 1914–1916 w William Denny and Brothers, Dumbarton, gdzie okręt został wodowany 5 lutego 1916 roku. Rozpoczął służbę w Royal Navy 25 marca 1916 roku. Pierwszym dowódcą został Lt. Cdr. Gilbert H. Kellett.
W 1916 roku należał do Dziewiątej Flotylli Okrętów Podwodnych (9th Submarine Flotilla) stacjonującej w Harwich.
6 września 1922 roku został sprzedany firmie Ellis & Co.